# Ghazi Mash'al Ajil al-Yawar
Ghāzī Mashʿal ʿAjīl al-Yāwar (in arabo غازي مشعل عجيل الياور‎?; Mosul, 11 marzo 1958) è un politico iracheno, presidente dell'Iraq dal 28 giugno 2004 al 7 aprile 2005.

## Vita e formazione
Nato a Mosul, in Iraq nel 1958, al-Yāwar ha completato la sua istruzione primaria e secondaria in Iraq.
Ha poi continuato a studiare alla Re Fahd Università per petrolio e minerali (KFUPM) per due anni prima di completare la sua laurea in ingegneria civile nel Regno Unito.

## Presidenza
Dopo il rovesciamento di Ṣaddām Ḥusayn, nell'aprile 2003, al-Yāwar tornò in Iraq su richiesta di suo zio, Moḥsen al-Yāwar.

## Dopo la sua presidenza
Al-Yāwar ha ricoperto la carica di Presidente dell'Iraq a titolo provvisorio fino a quando non fosse stato  eletto un parlamento iracheno che avrebbe identificato un nuovo presidente permanente.
Questo è appunto successo il 6 aprile 2005, quando Jalāl Ṭālabānī è stato eletto presidente della Repubblica, e al-Yāwar, dopo molte trattative, ha accettato una delle due cariche di vice presidente iracheno.